# Confprofessioni
Confprofessioni è la principale organizzazione di rappresentanza dei liberi professionisti in Italia. 

## Storia
Fondata nel 1966, e riconosciuta parte sociale nel 2001, rappresenta e tutela gli interessi generali della categoria nel rapporto con le controparti negoziali e con le istituzioni politiche, comunitarie, nazionali e territoriali a tutti i livelli. Firmataria del contratto collettivo dei dipendenti degli studi professionali, raggruppa 1 milione e mezzo di liberi professionisti.

## Struttura
Confprofessioni riunisce 20 sigle associative di settore:
- economia e lavoro (dottori commercialisti ed esperti contabili, consulenti del lavoro, revisori contabili)
- diritto e giustizia (avvocati, notai)
- ambiente e territorio (ingegneri, architetti, dottori agronomi, geologi tecnici)
- sanità e salute (medici di medicina generale, dentisti, veterinari, psicologi)
- V area (professionisti e artisti, archeologi)